# Tiberius Claudius Nero (Prätor 42 v. Chr.)
Tiberius Claudius Nero (* um 85 v. Chr.; † um 33 v. Chr.) war ein römischer Senator und erster Ehemann der Livia Drusilla sowie Vater des späteren Kaisers Tiberius und des Drusus.

## Leben
Tiberius Claudius Nero entstammte dem patrizischen Geschlecht der Claudier. Sein Vater führte ebenfalls das Pränomen Tiberius und ist vielleicht mit dem Legaten Tiberius Claudius Nero des Gnaeus Pompeius Magnus in dessen Seeräuberkrieg 67 v. Chr. identisch.
Zuerst wird Claudius Nero in den Quellen unter dem Jahr 54 v. Chr. erwähnt, als er sich um den Posten des Anklägers des Aulus Gabinius bewarb. Dieser war im Vorjahr von Ptolemaios XII. angeblich mit 10.000 Talenten bestochen worden und sollte für diese stattliche Summe den entthronten ägyptischen König gewaltsam in sein Reich wiedereinsetzen. Als Gabinius im Herbst 54 v. Chr. nach Rom zurückkehrte, sah er sich mit mehreren Prozessen konfrontiert, u. a. einer Repetundenklage wegen Bestechung durch Ptolemaios XII., für deren Führung sich aber nicht nur Claudius Nero, sondern auch Gaius Antonius und Gaius Memmius beworben hatten. Der Letztgenannte erhielt bei der am 12. Oktober stattfindenden Divinatio das Anklagerecht. Obwohl von Marcus Tullius Cicero verteidigt, wurde Gabinius verurteilt und ging im Dezember 54 v. Chr. in die Verbannung.
Anfang 50 v. Chr. reiste Claudius Nero nach Asien und suchte u. a. Cicero auf, weil er dessen Tochter Tullia heiraten wollte. Obwohl sich der Redner diesem Eheprojekt gewogen zeigte, kam es nicht zustande, da sich in Rom bereits Publius Cornelius Dolabella mit Tullia verlobt hatte.
Im Dienst Gaius Iulius Caesars kommandierte Claudius Nero 48 v. Chr. als Quästor und im Jahr darauf als Proquästor Flotteneinheiten während des Alexandrinischen Krieges. Im Februar 47 v. Chr. (nach dem vorjulianischen Kalender) lieferte er der ägyptischen Flotte bei Kanopos ein Seegefecht, in dessen Verlauf Euphranor, der Befehlshaber der rhodischen Schiffe in Caesars Flotte, ums Leben kam. Etwa 46 v. Chr. wurde Claudius Nero Pontifex und übte dieses Amt bis zu seinem Tod aus. 46/45 v. Chr. siedelte er in Caesars Auftrag Veteranen in Gallien an und gründete u. a. die Colonia Iulia Paterna Arelate Sextanorum (das heutige Arles).
Nach der Ermordung Caesars 44 v. Chr. wandelte Claudius Nero sich zum Republikaner und unterstützte die Caesarmörder Marcus Iunius Brutus und Gaius Cassius Longinus. Er verlangte sogar eine Belohnung der Attentäter. 42 v. Chr. war er Prätor und wurde im November dieses Jahres von seiner viel jüngeren, erst 16-jährigen Gattin Livia der Vater des späteren Kaisers Tiberius. Nach der Niederlage der Caesarmörder bei Philippi (Herbst 42 v. Chr.) schloss er sich wohl aus opportunistischen Gründen der Partei des siegreichen Triumvirn Marcus Antonius an. 41 v. Chr. unterstützte er Lucius Antonius, den Bruder des Triumvirn, im Perusinischen Krieg und stellte sich dadurch gegen Octavian, den späteren Augustus. Im Winter 41/40 v. Chr. gehörte Claudius Nero zu jenen, die mit Lucius Antonius von den Heeren Octavians in Perusia belagert wurden. Als sich Lucius Antonius wegen Nahrungsmittelengpässen im Februar 40 v. Chr. ergeben musste, entfloh Claudius Nero über Praeneste nach Neapel. Er suchte den Kampf gegen Octavian weiterzuführen, wobei er Sklaven gegen das Versprechen der Gewährung ihrer Freiheit rekrutieren wollte. Nach dem Scheitern seiner Bemühungen setzte er seine Flucht mit Gattin und Sohn nach Sizilien zu Sextus Pompeius fort, wobei der kleine Tiberius seine Eltern beim geheimen Absegeln von Neapel beinahe durch lautes Geschrei verraten hätte.
Claudius Nero empfand sich angeblich von Sextus Pompeius nicht genügend ehrenhaft behandelt und reiste mit seiner Familie wie schon zuvor Fulvia, die Frau des Marcus Antonius, in den Osten nach Griechenland. Im zur Klientel der Claudier gehörigen Sparta machte er Station. Nachdem Antonius und Octavian im Herbst 40 v. Chr. im Vertrag von Brundisium ihre Streitigkeiten beigelegt und im Sommer des nächsten Jahres auch eine Einigung mit Sextus Pompeius gefunden hatten, kehrte Claudius Nero mit seiner Gemahlin und seinem Sohn nach Rom zurück.
Als Octavian nicht lange danach die junge Livia kennenlernte, verliebte er sich in sie und begann mit ihr ein Verhältnis. Livia war zu diesem Zeitpunkt mit ihrem zweiten Sohn Drusus schwanger und auch Octavians Gattin Scribonia war mit ihrer Tochter Iulia schwanger. Dennoch ließ sich Octavian von Scribonia scheiden und überredete oder nötigte Claudius Nero zur Auflösung von dessen Ehe. Danach feierte Octavian seine Hochzeit mit Livia, bei der Claudius Nero die Rolle des Brautvaters spielte. Drei Monate danach gebar Livia ihren Sohn Drusus, den Octavian dem leiblichen Vater Claudius Nero schickte.
In seinem Testament ernannte Claudius Nero Octavian zum Vormund seiner beiden Söhne und starb etwa fünf Jahre nach seiner Trennung von Livia um 33 v. Chr., da Tiberius neun Jahre alt war, als er seinem Vater die Grabrede hielt.